# Monastero di Vitovnica
Il monastero di Vitovnica è un monastero della Chiesa ortodossa serba, che si trova a Petrovac na Mlavi, nella Serbia orientale, sulla riva dell’omonimo fiume. Il monastero è dedicato all'Assunzione della Vergine Maria.

## Fondazione
Il monastero fu costruito dal re serbo Stefan Milutin Nemanjić dopo la vittoria contro i briganti bulgari nel 1291, che si erano stabiliti non lontano da Vitovnica.
San Milutin ha segnato la sua vittoria sui fuorilegge erigendo il monastero Vitovnica che donò alla Chiesa serba ortodossa.
Mihailo Riznić nella Starinar Srpskog arheoloskog drustva (Antichità della Società serba Archeologica) edita nel 1888 scrive: "Il Re Milutin ha costruito questo monastero dopo la lotta con i Tartari nel 1291. Milutin raccolse un esercito molto potente e batté così potentemente i Tartari che il fiume Mlava scorreva sanguinoso".

## Storia
Il monastero è spesso menzionato nel 16 ° secolo, come nelle fonti serbe così in quelle turche.
Secondo il censimento turco del 1537 nel monastero vivono tre monaci e il monastero paga grandi tasse, il che significa che probabilmente aveva ancora una reputazione piuttosto elevata.
Dal XVI secolo si è conservato il famoso Vangelo di Vitovnica (Vitovničko Jevandjelje).
A metà del XIX secolo, grazie a diversi abati di Vitovnica si arrivò ad una forte crescita del santuario. La chiesa fu affrescata di nuovo nel 1851. Furono costruiti tre dormitori e un campanile.
Si ritiene che circa nel 1856 avvenne una completa ristrutturazione del complesso monastico.
Il monastero ha progredito talmente tanto che nel 1861nell ha edificato a proprie spese una scuola elementare nel villaggio di Vitovnica.
I progressi di Vitovnica sono stati fermati dalle circostanze storiche nella prima metà del ventesimo secolo.

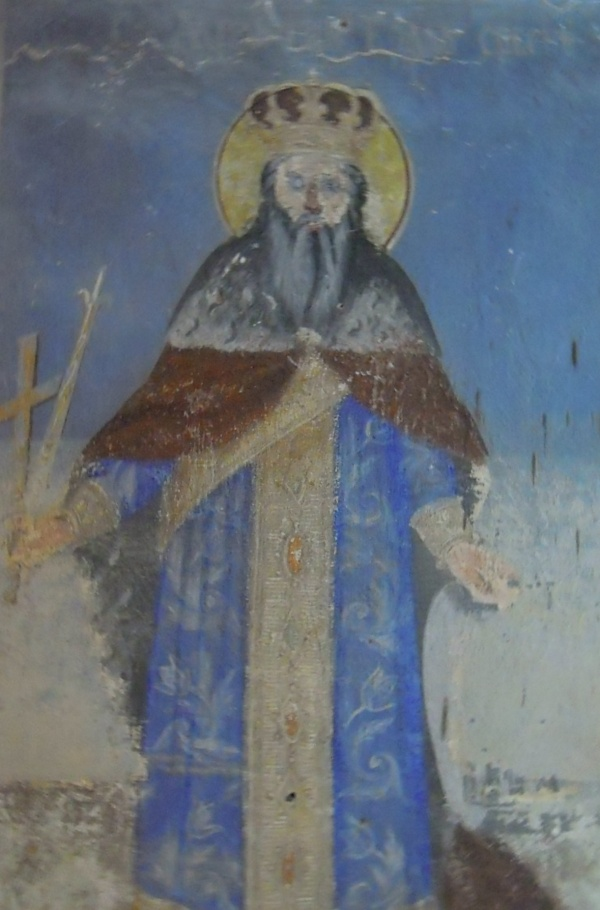
L’affresco Santo Re Milutin nel monastero Vitovnica

Nella Prima Guerra Mondiale Petrovac faceva parte della zona di occupazione bulgara. Nel 1915 i Bulgari portarono nel lager l’Abate di Vitovnica Isaia Bogdanovic e lì lo uccisero. I soldati bulgari poi saccheggiarono Vitovnica prendendo gli archivi, gli oggetti liturgici preziosi e del bestiame.
A Vitovnica alla fine della parete del nord del tempio si trovavano delle reliquie di un sconosciuto monaco Sinaita che i soldati bulgari avevano saccheggiato.
Il monastero non è riuscito a recuperare le forze dal saccheggio sotto l’occupazione bulgara e già stanno arrivando nuove sofferenze sotto l'occupazione tedesca e quella comunista.
A causa dell'attacco alla pattuglia tedesca non lontano dal monastero di Vitovnica, le autorità di occupazione tedesca decisero di bruciare il monastero. Tutti gli edifici sono stati bruciati, tranne la chiesa di cui il campanile fu abbruciato. Tutti gli alloggi, tutti gli edifici economici e tutto ciò che con enorme impegno si è ristrutturato durante il XIX secolo, è stato bruciato dai nazisti nel 1943. La fraternità monastica si è salvata nascondendosi nei boschi circostanti, e i tedeschi avevano comunque catturato il diacono di Vitovnica Avakum Momčilović, il quale è stato portato al campo di concentramento di Banjica dove fu anche ucciso.
Quando vinsero il potere nel 1945, i comunisti locali del villaggio Vitovnica uccisero tutti gli altri fratelli e afferrarono tutte le proprietà del monastero. I comunisti uccisero anche il monaco e l’abate di Vitovnica, Mardarije Zdravković. Poi, Ieromonaco Sava Markovic aveva 33 anni quando fu ucciso.
Dalla seconda guerra mondiale, il monastero uscì sia senza fraternità sia senza alti stabili ed edifici.
Grazie agli abati del dopoguerra di Vitovnica il monastero progredì e fu parzialmente rinnovato, nonostante le enormi sofferenze che hanno patito nella prima metà del ventesimo secolo.

## Il Vangelo di Vitovnica
Il Vangelo di Vitovnica è un manoscritto composto nel monastero di Vitovnica nella prima metà del XVI secolo. Si sa per certo che fu coperto con l’argento dorato nel 1557. Il Vangelo è scritto con inchiostro nero, e leè scritto in inchiostro nero, a note più importanti sono scritte con l’oro fuso. Gli ornamenti e le iniziali erano composte con i colori oro, blu, rosso e verde, mentre le frasi erano separate da un punto d'oro.
Il Vangelo di Vitovnica è ora conservato presso il Museo della Chiesa ortodossa serba di Belgrado.

## San Tadej di Vitovnica
San Tadej di Vitovnica (Tadeo di Vitovnica) nacque il 6 ottobre del 1914 nel villaggio di Vitovnica, vicino all’omonimo monastero.
Prese i voti nel 1935.
Fu nominato Abate di Vitovnica nel 1962.
Morì nel 2003.
Da parte dei credenti è stato riconosciuto come un santo moderno, e la sua tomba nella città di Vitovnica è un luogo di raduno di un gran numero di persone.

## Galleria d'immagini

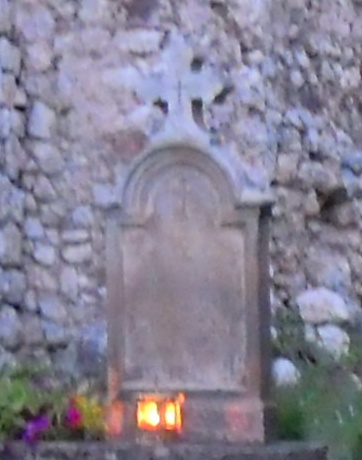
La tomba di Stefan Bojović, Abate di Vitovnica (XIX secolo)
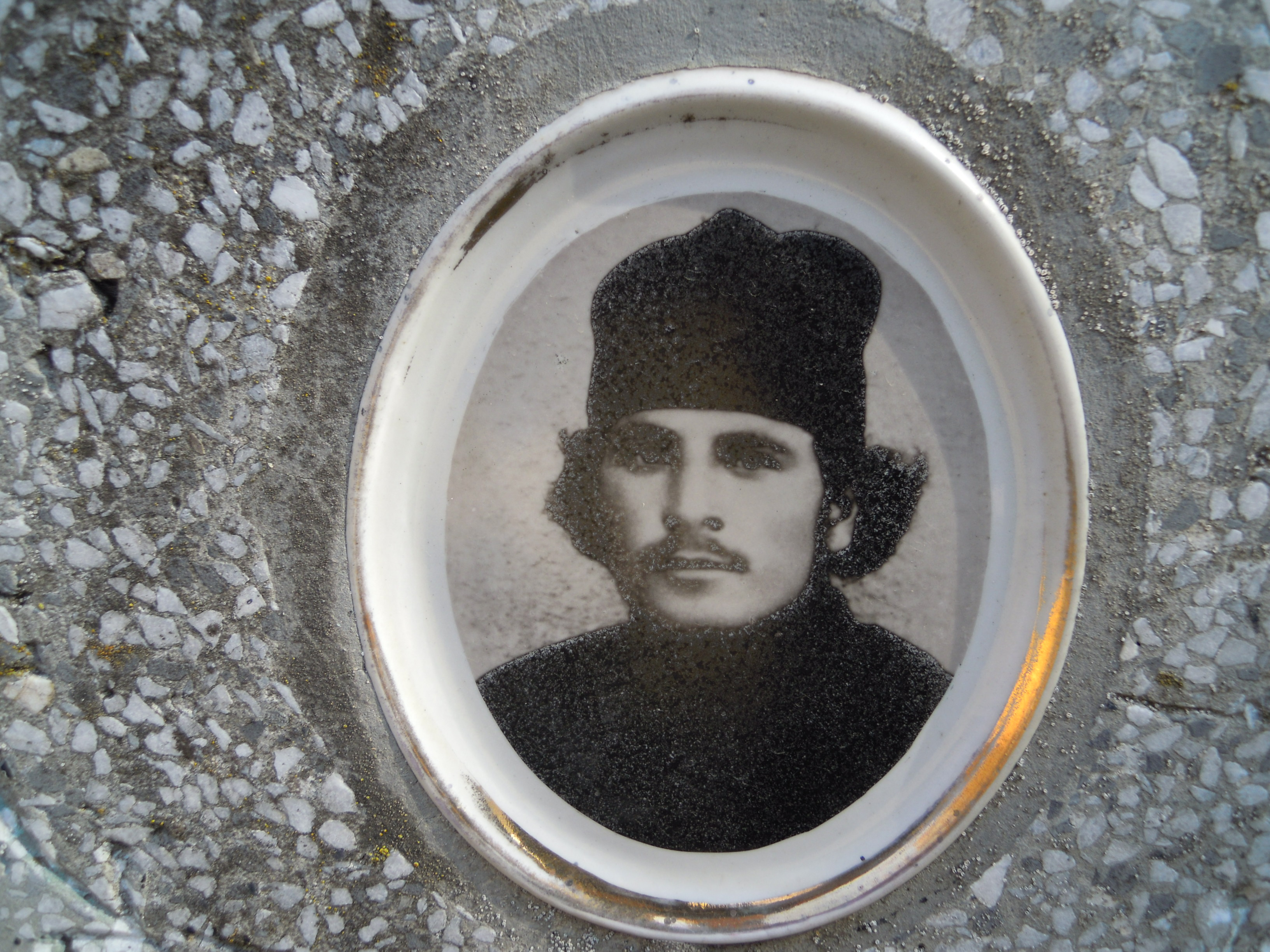
Il monaco di Vitovnica Sava Marković. Aveva 33 anni quando è stato ucciso nel 1945 dai comunisti di Vitovnica.
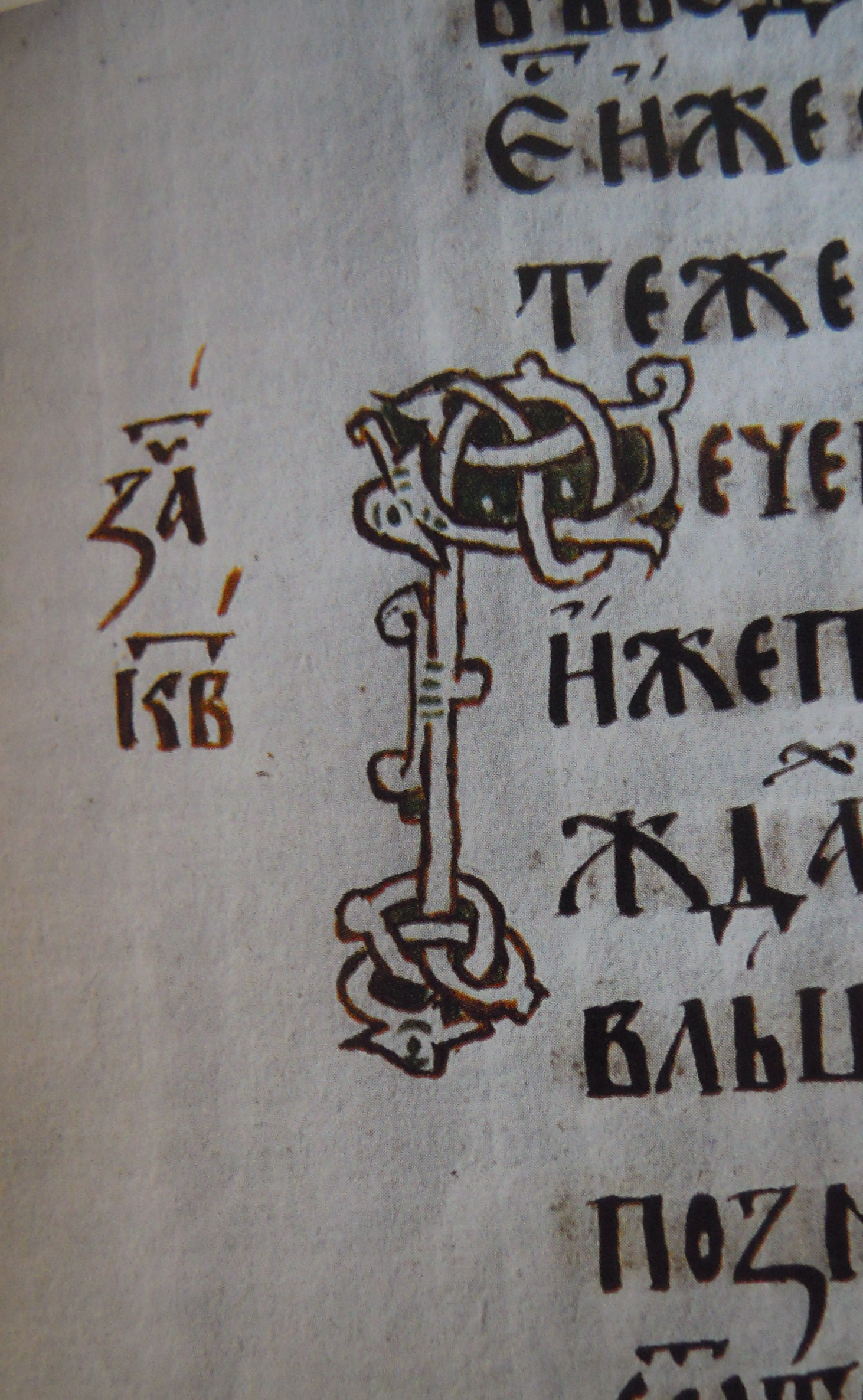
Il Vangelo di Vitovnica, la lettera "R"
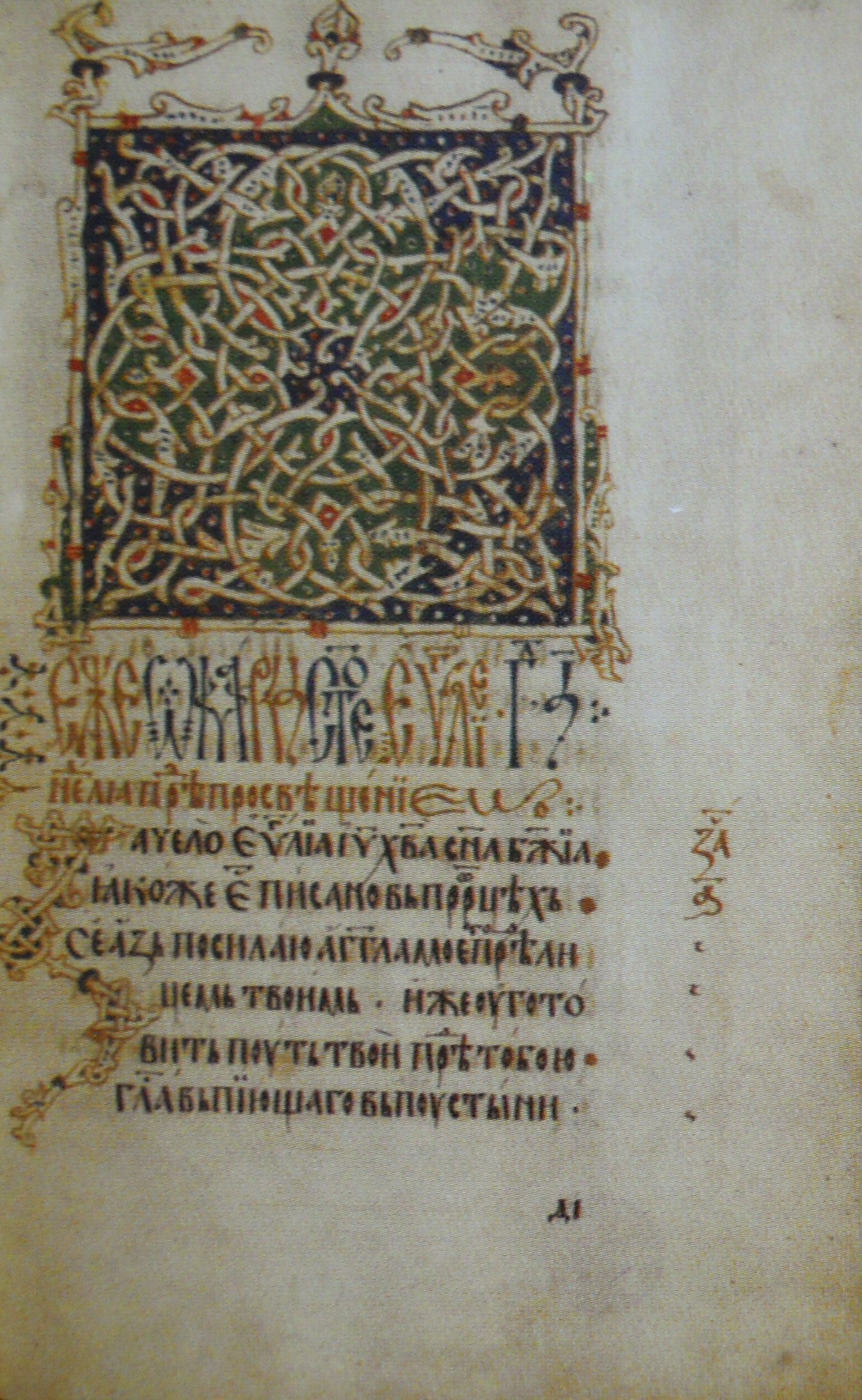
Il Vangelo di Vitovnica, XVI secolo
Il bicchiere di Vitovnica, XVII secolo
San Tadej di Vitovnica
San Tadej di Vitovnica
San Tadej di Vitovnica